# بوباکار کامارا
بوباکار برنار کامارا (فرانسوی: Boubacar Bernard Kamara‎؛ زادهٔ ۲۳ نوامبر ۱۹۹۹) بازیکن فوتبال اهل فرانسه است که در پست هافبک دفاعی برای باشگاه استون ویلا و تیم ملی فرانسه بازی می کند.او می تواند به عنوان مدافع وسط نیز بازی کند.
از باشگاه‌هایی که در آن بازی کرده‌است می‌توان به مارسی و استون ویلا اشاره کرد.